# 燕 (十二國)
摩羯座ζ，又名BD-2215388，HD 204075、SAO 190341、HR 8204，是摩羯座的一颗恒星，视星等为3.74，位于銀經26.98，銀緯-43.59，其B1900.0坐标为赤經21h 20m 57.5s，赤緯-22° -43.59′ 40″。